# 渡邊雅子
渡邊雅子（日语：わたなべ まさこ，1929年5月16日—），日本漫畫家，是少女漫畫的先驅之一。

## 經歷
東京府出身，上野學園短期大學肄業。1952年替貸本漫畫出版社中村書店畫《小公子》的插畫，翌年創作的漫畫《すあまちゃん》、《涙の賛美歌》單行本由若木書房出版，以少女漫畫家身分出道。1957年開始於少女漫畫雜誌連載，是活躍於漫畫界逾一甲子、著作等身的巨匠，也是現役漫畫家中最高齡者。
1971年以《玻璃之城》獲第16屆小學館漫畫賞。2002年以全部作品獲第31屆日本漫畫家協會賞之文部大臣賞。因對漫畫界的貢獻，於2006年獲日本政府頒發旭日小綬章。